# Monte Madonnino
Il Monte Madonnino è una montagna delle Alpi alta 2.502 m. È situato sulle Alpi Orobie, lungo lo spartiacque che divide la Val Brembana dalla Val Seriana, a cavallo tra i comuni di Carona e Valgoglio.

## Accessi
La cima del Monte Madonnino può essere raggiunto dai comuni di Carona, Valgoglio e Gromo.
Da Carona la via d'accesso è più lunga, meno ripida (fatta eccezione per l'ultimo tratto) e più ombreggiata. Si sale verso il Rifugio Calvi, situato a quota 2,015 m.s.l.m.., e si prosegue per il passo della Portula, 2280 m. s.l.m.. e, giunti in prossimità del passo, anziché scollinare si segue il sentiero tracciato lungo il versante nord fino ad arrivare ai piedi del monte, dove un ripido sentiero stretto e sdrucciolevole si innalza fino alla vetta.
Da Valgoglio si sale partendo dalla zona nord-est del paese, ed è ben segnato. Si seguono inizialmente le condotte d'acqua fino a giungere in vista della diga del Lago Sucotto, quindi si prosegue a destra, cioè in direzione nord, fino alla diga. Si costeggia il lato ad est e si sale fino alla baita del Lago Cernello. Da qui un sentiero sale lungo la conca che contiene i laghi Cernello e Sucotto fino a raggiungere la cresta sul lato nord-est e quindi sale a zig zag fino in vetta. Con la neve, l'itinerario di risalita varia.
Infine da Gromo, precisamente dalla frazione Ripa, si parte dalla locale chiesa seguendo il segnavia numero 233 che conduce alle baite ed ai laghi di Cardeto. Si prosegue fino al passo della Portula da cui, sulla sinistra, in breve si raggiunge la cima.

## Galleria d'immagini

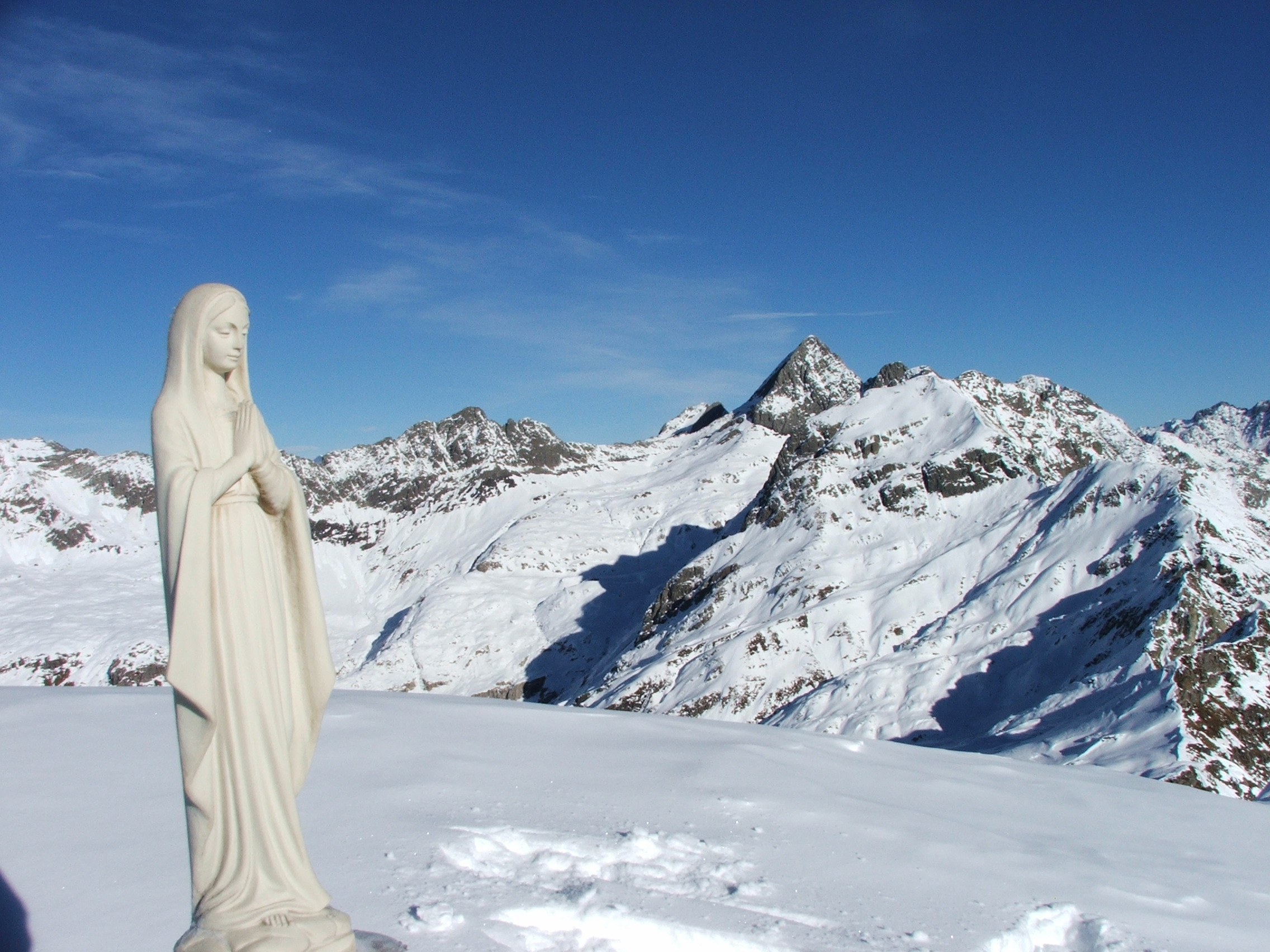
Statuetta della Madonna collocata in vetta
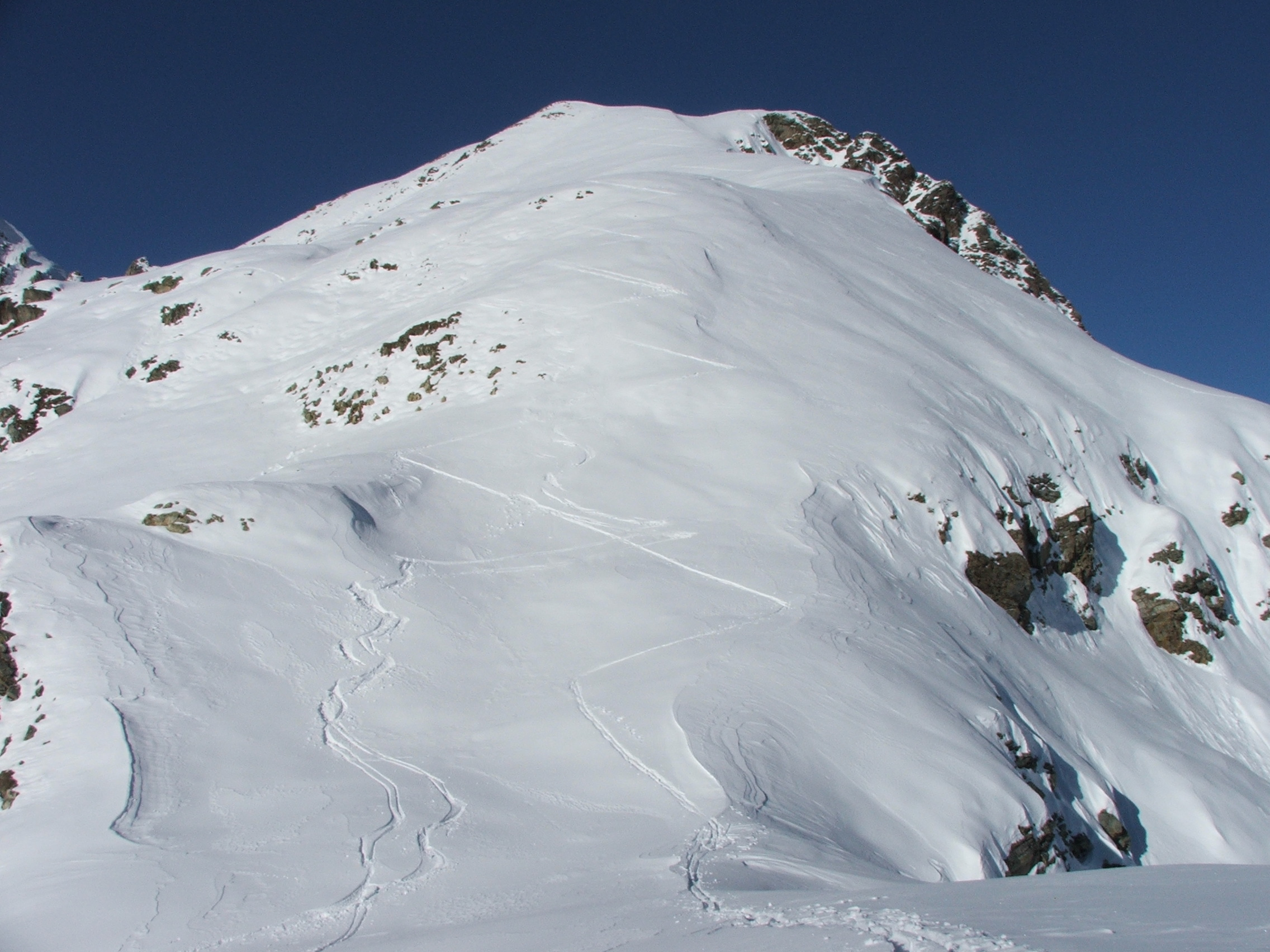
Discesa innevata sul versante sud
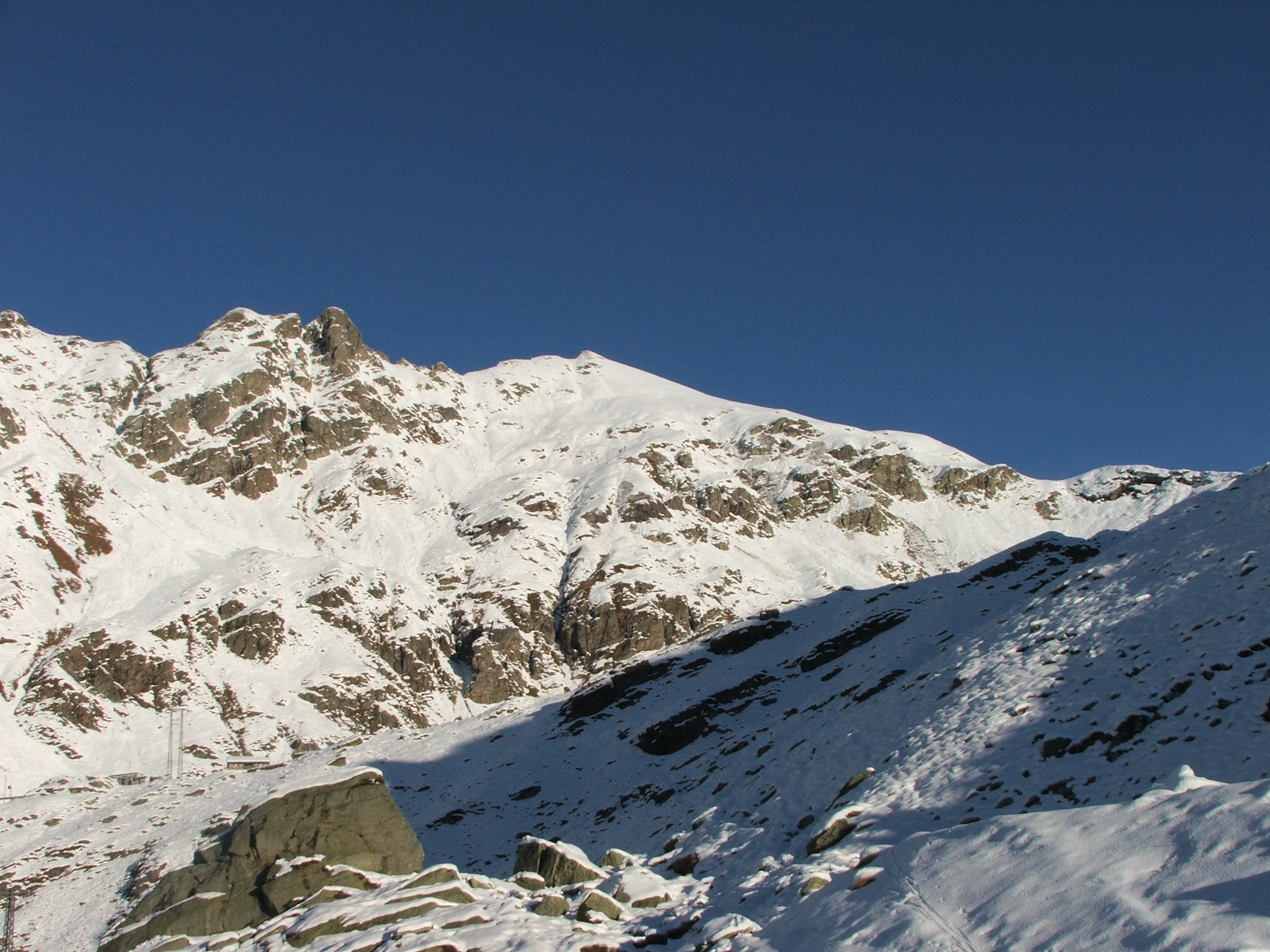
Veduta del Madonnino dal  Lago Sucotto